# 湖南财政经济学院
28°12′21″N 112°55′36″E / 28.205945°N 112.926639°E
湖南财政经济学院是位于中华人民共和国湖南省长沙市岳麓区的一所普通高等院校。
截止至2019年12月，学院总占地面积760多亩；图书馆馆藏图书127万余册，电子图书53万余册；设有14个二级学院，开设34个本科专业；现有有教职工729人，其中专任教师520人，正高职称79人，副高职称200人，全日制在校学生1.2万余人。

## 历史沿革

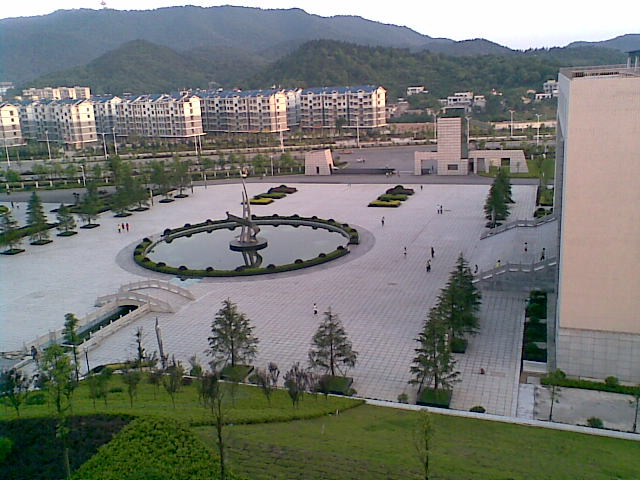
图书馆广场

学院起始于1933年创办的厚生会计讲习所，1942年厚生会计讲习所改名为湖南私立厚生会计补习学校。中华人民共和国成立后，由湖南省軍政委員會（湖南省人民政府）接管，并于1951年更名为湖南厚生会计学校，由私立改为公办。此后，相继更名为湖南省财政学校、湖南省财贸学校、湖南省财政会计学校、湖南省财会学校等。
1985年升格为湖南财经专科学校，1993年，再更名为湖南财经高等专科学校。2010年3月经中华人民共和国教育部批准，升格为本科层次的湖南财政经济学院。
2016年12月，湖南省人民政府学位委员会同意新增湖南财政经济学院为学士学位授予单位。

## 校园环境
湖南财政经济学院校区位于湖南省长沙市岳麓区咸嘉湖街道枫林二路139号，邻近咸嘉湖公园。校區位於长沙市區，聯外交通便利，長沙地鐵2號線在学校东北门附近有金星路站，長沙公交也有数条线路经行湖南财政经济学院。

## 院系设置
- 会计学院（会计学·审计学·财务管理）
- 财政金融学院（金融学·财政学·投资学·税收学）
- 工商管理学院（人力资源管理·市场营销·物流管理）
- 信息技术与管理学院（信息管理与信息系统·电子信息工程·电子商务·计算机科学与技术·数据科学与大数据技术应用）
- 公共管理学院（劳动与社会保障·行政管理·法学）
- 外国语学院（英语·日语·翻译·商务英语）
- 工程管理学院（工程造价·工程管理·土地资源管理·房地产开发与管理）
- 人文与艺术学院（网络与新媒体）
- 数学与统计学院（金融数学）
- 经济学院（商务经济·国际经济与贸易·国际商务）
- 体育学院（休闲体育）
- 马克思主义学院
- 厚生国际学院
- 继续教育学院

## 文化

### 校训
正德厚生、经世济用

### 图书馆
湖南财政经济学院图书馆图书馆馆藏图书127万余册，电子图书53万余册，配备电子阅览室，使用电子计算机管理图书，每一年年订阅中外期刊近500种。